# Teuthraustes japura
Espèce
Teuthraustes japura est une espèce de scorpions de la famille des Chactidae.

## Distribution
Cette espèce est endémique de l'État d'Amazonas au Brésil. Elle se rencontre dans la région de Manguari vers le rio Japurá.

## Description
La femelle juvénile holotype mesure 19,9 mm.

## Systématique et taxinomie
Cette espèce a été décrite par Lourenço et Ythier en 2022.

## Étymologie
L'espèce est nommée en référence au lieu de collecte, le rio Japurá.

## Publication originale
- Lourenço & Ythier, 2022 : « The genus Teuthraustes Simon, 1878 (Scorpiones : Chactidae) in Brazil with description of a new species. » Revista Ibérica de Aracnología, no 40: p. 119-125.